# Pia Colombo chante Ferré 75
Pia Colombo chante Ferré 75 est un album de Pia Colombo publié en 1975 par CBS, en même temps que l'album Ferré muet.... La chanteuse y interprète cinq chansons de Léo Ferré, inédites à l'époque.

## Historique
Au terme d'un différend avec la maison de disques Barclay, qu'il quitte, Léo Ferré se voit interdire juridiquement d'enregistrer sa voix pour une autre firme discographique pendant deux ans. Contraint au silence, Ferré offre ses nouvelles chansons à la chanteuse Pia Colombo, qui accepte de lui « prêter » temporairement sa voix.

Au verso de la pochette du disque, Ferré fait reproduire un texte écrit de sa main : 

« (…) PIA... C'est la joie grave sous les cheveux rouges et puis cette voix de là-bas... mais où ça ? Allez-y donc voir... Cette voix qu'elle me prête, PIA, pour chanter mes chansons de 1975… dans un disque où je l'accompagne. C'est tout. (…) Une autre fois, je te dirai pourquoi je ne puis chanter, cette année, mes chansons nouvelles. On voulait me mettre à genoux, et moi, à genoux, je m'y mets lorsque je veux bien. La décence, c'est la première limite de l'indulgence… Alors, admettons que je sois indulgent. PIA, les canailles nous regardent, mais elles ne nous entendront pas, ni toi… ni moi. C'est bien le moins que nous leur devons. Achète ce disque, passant, achète ce disque, parce que cette voix, c'est un peu la mienne cette année. Merci, PIA ! »

— Léo Ferré
Simultanément à l'album de Pia Colombo, sort l'album Ferré muet... dirige, un disque instrumental où Ferré donne à entendre quatre des cinq morceaux ici enregistrés par la chanteuse.
Une fois recouvré la libre utilisation de sa voix, Ferré livrera sa propre interprétation de Requiem, Love, Muss es sein ? Es muss sein ! et La Mort des loups en 1976, sur l'album Je te donne. Il enregistrera la chanson La Jalousie, partiellement modifiée, l'année d'après sur l'album La Frime.

## Titres
Paroles et musiques : Léo Ferré.
| 1. | La Jalousie                   | 3:15  |
| 2. | Love                          | 10:30 |
| 3. | Muss es sein ? Es muss sein ! | 3:30  |

| 4. | La Mort des loups | 9:17 |
| 5. | Requiem           | 7:41 |

## Crédits
- Musiciens non identifiés
- Orchestre Symphonique de Liège (piste 3)
- Arrangements et direction musicale : Karin Trow, sauf piste 3 : Léo Ferré
- Visuel pochette : Patrick Ullmann